# كتاب امرأة الخور المزعجة (رواية)
كتاب امرأة الخور المزعجة؛ هي رواية لعام 2019 بقلم كيم ميشيل ريتشاردسون. القصّة عبارة عن سرد خيالي لموضوعات حقيقيّة في تاريخ شرق كنتاكي. Cussyكوزي ماري هي "امرأة الكتب" - إحدى أمناء مكتبات بارخور الذين قاموا بتسليم الكتب إلى المناطق النّائية في جبال الآبالاش خلال فترة الكساد الكبير، من عام 1935 إلى عام 1943، كجزء من إدارة تقدّم الأعمال التابعة للرّئيس فرانكلين دي روزفلت (WPA). برنامج.كوزي ماري هي أيضًا "زرقاء" - آخر سلسلة من الأشخاص ذوي البشرة الزرقاء، الّذين تبدو بشرتهم بلون غير عادي بسبب اضطراب وراثي نادر. بصفتها كاتبة، تحظى كوزي ماري بتقدير كبير، ولكن باعتبارها زرقاء، فهي موضع خوف وإهانة، وتعاني من العنصرية والتمييز والعنف.

## ملخص المؤامرة
في شرق كنتاكي عام 1936، تعمل كوسي ماري كارتر البالغة من العمر 19 عامًا في مشروع مكتبة باك هورس المموّل من الصّفقة الجديدة، حيث تقوم بتوصيل مواد القراءة إلى سكّان التّلال النّائية في جبال الآبالاش. تعيشكوزي ماري، الّتي تُعرف أحيانًا باسم بلويت، مع والدها الّذي يعمل في منجم الفحم ومنظم العمل، وتشعر أنّ عملها كأمينة مكتبة يكرّم والدتها المتوفّاة منذ فترة طويلة، والّتي كانت تحبّ الكتب. عائلة كارتر هي آخر أفراد شعب كنتاكي الأزرق، الّذين يعتبرهم مجتمع البيض العنصري "ملونين". "والدها"، إيليا، الذي يموت ببطء بسبب مرض الرّئة بسبب العمل في المناجم، مصمّم على تزويج ابنته بأيّ ثمن، من أجل ضمان أمنها في المستقبل. لكن كوسي ماري تحبّ استقلاليتها، ودعوتها، والمتعة الّتي تساعدها في جلب الكتب للنّاس، ولن تكون قادرة على الاستمرار كامرأة متزوجة. في حين أن سكان البلدة الصغيرة المجاورة التي تضم مقر المكتبة يعاملونها معاملة سيّئة باعتبارها زرقاء، فإنّ بعض رعّاتها على الأقل يحبونها ويحترمونها.
ما يريح كوزي ماري أنّ أياً من الخاطبين المحتملين ليس على استعداد للزّواج من بلويت. ولكن عندما يعرض إيليا الأرض كمهر، يوافق تشارلي فرايزر الأكبر سنًا على الزّواج. يقوم باغتصاب وضرب كوزي ماري بشدّة في ليلة زفافهما المتسرّع والسّري، لكنّه ينهار بعد ذلك ويموت بسبب نوبة قلبية واضحة. تشعر كوزي ماري بالارتياح لتحرّرها من عبء الزواج لهذا الرّجل البغيض، وتعود إلى المنزل إلى "صرختها"، وتكرّس نفسها لعملها. يثير جاكسون لوفيت، الرّاعي الجديد في طريقها، اهتمامها الرّومانسي والفكري، لكنّها سرعان ما تدرك أنّ أحد أقارب تشارلي، وهو واعظ إنجيلي يُدعى فيستر فرايزر، يطاردها وهي تجتاز مساراتها البعيدة، ويعني الأذى لها. في إحدى الّليالي، تحاول فيستر التّسلل إلى مقصورتها، فيضطر با لقتله. يعرف با أن عقوبة الإعدام يمكن أن تُشنق لمدة تقل عن عقوبة موت رجل أبيض دفاعًا عن النّفس، وأنّ اثنين من قتلى فريزر -وهي عشيرة كبيرة في المنطقة- لا يمكن الإفلات بهما. يلجأون إلى دوك، وهو طبيب محليّ كان حريصًا منذ فترة طويلة على اختبار ودراسة البلوز، وهو يساعد عائلة كارتر على الابتعاد عن الشكّ مقابل الوصول إلى كوزي ماري. يأخذها إلى مستشفى في ليكسينغتون لإجراء الاختبارات، حيث تتعرّض لمعاملة سيّئة، إذلال، واعتداء جسدي، لكنّه في الأساس يقصد الخير ويقدم أيضًا لكوسي ماري الطّعام، الّذي تشاركه مع أطفال المدارس الجائعين في طريقها، والعديد منهم الذين يعانون من مرض البلاجرا ويواجهون الموت.
أدّت الفحوصات الطّبية الّتي أجراها الطّبيب إلى اكتشاف أنّ كوسي ماري ووالدها مصابان بميثيموغلوبينية الدم، وهو اضطراب دم وراثي نادر ينتج عنه دم غير مؤكسج، مما يتسبّب في ظهور بشرتهم بالّلون الأزرق. با غير مهتم بـ "العلاج" ، لكن كوزي ماري تأخذ حبوب دوك من أزرق الميثيلين، مما يحول بشرتها إلى اللون الأبيض. إلا أنّ العلاج يصاحبه آثار جانبية تتمثّل في الصّداع والقيء، وهو قصير الأمد للغاية. تستمتع كوزي ماري بتجربة نفسها على أنّها بيضاء و"طبيعية" لفترة من الوقت، لكنّها سرعان ما تدرك أنّ سكّان المدينة ما زالوا لا يقبلونها. علاوة على ذلك، فإنّهم مقتنعون بأنّ تغيّر مظهرها هو علامة على مرض قد يصابون به. عندما حاولت الانضمام إلى دائرة الخياطة، بعد أن أصبحت "بيضاء"، تمّ رفضها بإجراءات موجزة. توقف العلاج.
يتغير كل شيء بالنسبة لـكوزي ماري ذات يوم عند وصولها إلى مقصورة موفيت. أنجيلين موفيت الشّابة الحامل هي واحدة من الأشخاص الوحيدين الّذين يحبون كوزي ماري دون تحفظ، ويلمسونها - على سبيل المثال، ممسكين بيدها. لكن زوجها ويلي يرفض أيّ اتصال مع كوزي ماري، حتّى التّواصل البصري. عندما أصيب ويلي، رفض قبول الرعاية الطبية منها. في هذا اليوم، وجدت كوزي ماري رجلاً معلّقًا على شجرة، ورضيع أزرق يبكي أسفله. لقد أدركت أن الرّجل هو ويلي، الّذي ظهر باللون الأزرق في الموت. اندفعت إلى الدّاخل، ووجدت أنجيلين تنزف بغزارة، بعد أن كانت ولادتها صعبة للغاية. تدرككوزي ماري أن أنجيلين وزوجها كانا أيضًا من نسل أزرق، وأن طفلهما، هني، ورث هذه الحالة. بينما كانت أنجيلين تحتضر، وعدت كوسي ماري بتبني الطّفل، والتظاهر بأنها كانت نتيجة زواجها الّذي لم يدم طويلاً.
بعد ذلك بوقت قصير، مات با بينما كان المنجم على وشك الإغلاق، وربط جاكسون حياته بحياة كوزي ماري - على الرّغم من أنّهم مجبرون على دفع ثمن باهظ حيث يستدعي منتقدو كوزي ماري قوانين مكافحة تمازج الأجناس لإحباط سعادتهم.

## خلفية

### مشروع مكتبة حزمة الحصان

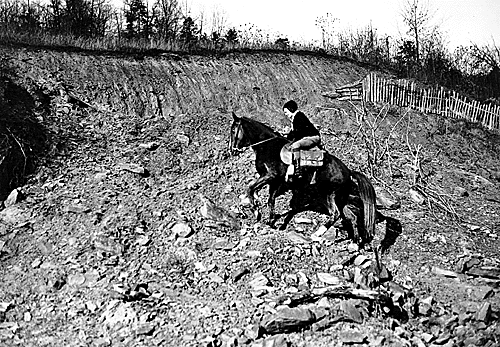
حزمة أمين مكتبة الحصان تعبر دربًا صخريًا.

كان مشروع مكتبة باك هورس (1935-1943) جزءًا من برنامج إدارة تقدّم الأعمال (WPA). قام أمناء المكتبات، ومعظمهم من النّساء، بتسليم الكتب إلى المناطق النائية في جبال الآبالاش. ركوب الخيول أو الحمير أو البغال، سيرًا على الأقدام أو بواسطة زوارق التّجديف،  يتبع أمناء المكتبات - المعروفون باسم "نساء الكتب" أو "سيّدات الكتب" أو "أمناء المكتبات على السّرج" - طرقًا جبلية طويلة، ويقطعون مئات الأميال كلّ أسبوع. في ظروف الطّقس والممرّات الصّعبة، في عشرات المقاطعات الرّيفية حيث لم تكن هناك مكتبات على الإطلاق.  ما يقرب من 30 مكتبة خيول تخدم ما بين 100000 و 600000 شخص، المعروفين باسم "الرّعاة"، في المناطق الجبليّة.   كما خدمت المكتبات حوالي 155 مدرسة في هذه المقاطعات بحلول عام 1937  يقوم أمناء المكتبات بجمع الوصفات، وأنماط الخياطة، والأدوية الشّعبية، والصّلوات، وغيرها من العناصر من المجلّات ورعاتهم الممتنّين، وإنشاء كتب قصاصات لمساعدة القوم المعزولين على تبادل المعرفة.  كما قاموا بتجميع الكتب المصوّرة للأطفال. لم تدفع الحكومة الفيدراليّة سوى الرّواتب، لذلك اعتمد مشروع المكتبة على التّبرعات، ووزّع عددًا صغيرًا نسبيًّا من الكتب؛ ومع ذلك، نظرًا لكونها المصدر الوحيد لمواد القراءة للعديد من الأشخاص، فإنّ الكتب والمجلّات والصّحف القديمة جدًا الّتي جلبوها كانت ذات قيمة كبيرة. كما مكّن المشروع أيضًا حوالي 1000 شخص من كسب لقمة عيشهم خلال الأوقات الصّعبة،  براتب قدره 28 دولارًا شهريًا، مع توفير أمتعتهم الخاصّة.  وقد حظي البرنامج بشعبيّة واسعة النّطاق، وأثبتت فوائده، حيث تمّ الإبلاغ عن أنّ أطفال المدارس الّذين استمتعوا بالخدمة أظهروا أداءً أعلى بشكل ملحوظ في الفصل. في عام 1956، استلهم عضو الكونجرس عن كنتاكي كارل د. بيركنز (الّذي استفاد من البرنامج كمدرس في مقاطعة نوت) رعاية قانون خدمات المكتبات، الّذي قدّم أوّل الاعتمادات الفيدرالية لخدمة المكتبات.

### الشعب الأزرق في كنتاكي
يُعرف أيضًا باسم Blue Fugates of Troublesome Creek، وكان الشعب الأزرق في كنتاكي عبارة عن خط عائلي كان موجودًا في شرق كنتاكي منذ ما يقرب من 200 عام. في عام 1820، وصل يتيم فرنسي يُدعى مارتن فوجات إلى تربلسوم كريك للاستفادة من منحة الأرض. دون علمه، كان يحمل جينًا متنحيًّا لحالة تعرف باسم ميتهيموغلوبينية الدّم، وعلى الرّغم من الصّعاب، فإنّ المرأة المحلّية الّتي تزوّجها، إليزابيث سميث، حملت أيضًا هذا الجين النّادر للغاية. ونتيجة لذلك، ولد أربعة من أطفالهم السّبعة بجلد أزرق. عاشت عائلة فوجات في منطقة معزولة، مع عدد قليل من العائلات الأخرى، كما عانوا من التّمييز والعزلة بسبب مظهرهم غير العادي. ونتيجة لذلك، تكاثرت الأسرة ضمن مجموعة جينات محدودة، مع تسجيل حالة واحدة على الأقل من الزّواج بين أفراد الأسرة بين عمّة وابن أخ، مما يضمن استمرار ظهور الجين المتنحّي جيلا بعد جيل.  تميل الفوغات إلى أنّ تكون طويلة الأمد، ولم تسبّب الحالة أي آثار صحية سلبية.
في ستينيّات القرن العشرين، اتصل اثنان من أفراد الأسرة بطبيب أمراض الدّم المسمّى ماديسون كاوين الثّالث. قام كاوين بسحب دمائهم للاختبار، وبدأ في رسم شجرة العائلة لتتبع ظهور هذه الظّاهرة. واكتشف أنّ دماء أفراد الأسرة المصابين كانت بنيّة الّلون وليست حمراء، وسبّب ظهور الجلد الأزرق. سمع كاوين عن ظاهرة مماثلة بين سكان ألاسكا الأصليّين، والّتي وثّقها طبيب خدمة الصّحة العامة يُدعى إي إم سكوت. افترض سكوت أن غياب إنزيم الحجاب الحاجز في خلايا الدّم الحمراء يمنع إعادة تحويل الميثيموغلوبين إلى الهيموغلوبين، ممّا يؤدي إلى حالة تعرف باسم ميتهيموغلوبينية الدم، وأنّها ناجمة عن جينة متنحية.  عالج كاوين العائلة بأزرق الميثيلين، والّذي حول بشرتهم مؤقّتًا إلى ألوان "طبيعيّة"؛ ومع ذلك، استمر العلاج لمدّة يوم واحد فقط، وكان له آثار جانبيّة غير سارّة.  
مع تقدّم القرن العشرين، أدّى تحسين وسائل النّقل والاتّصالات إلى تقليل عزلة الفوغات في "صرخة" الأبالاتشي، وتفرّقت العائلة، في حين أنّ الجينات الجديدة الّتي تمّ إدخالها إلى الخط جعلت ظهور ميتهيموغلوبينية الدم نادرًا بشكل متزايد. وكان آخر "بلو فوجات" المعروف هو بنيامين ستايسي، المولود في عام 1975. وتسبّب مظهره الأزرق في استجابة طارئة عند ولادته، لكن جدّته أبلغت الطّاقم الطّبي أنّ الجلد الأزرق متوارث في العائلة، وبالفعل ولد الرّضيع بصحّة جيّدة. تضاءل مظهره الأزرق تدريجيًا، ولم يظهر اللون الأزرق في أطراف أصابعه وشفتيه إلا عندما يكون مضطربًا أو شديد البرودة. 

## استقبال
كانت تقيّيمات كتاب امرأة الخور المزعجة إيجابيّة بشكل موحّد. كان الكتاب من أكثر الكتب مبيعًا في صحيفة نيويورك تايمز،  وتم إدراجه في قوائم أفضل الكتب مبيعًا في صحيفة لوس أنجلوس تايمز  والولايات المتحدة الأمريكية اليوم .  حصلت على متوسط تقييم على موقع Goodreads وهو 4.23. 
تقييمات كيركوس تصف الصوت السّردي لكتاب المرأةـ Book Woman بأنّه "جذاب"، وتشيد بمدى البحث الجيّد للرّواية، ممّا يلقي الضّوء على تاريخ كنتاكي في الثّلاثينيات. خلّصت المراجعة إلى أنّ Book Woman هي "قصّة فريدة عن أبالاتشي والقوّة العلاجية للكلمة المكتوبة."  وصفت مجلة Publishers Weekly الكتاب بأنّه "جوهرة تاريخية"، وعلى الرّغم من أنّ المراجعة تشير إلى أنّ النّهاية تبدو مفاجئة، "وأن بعض المعلومات التاريخية تبدو وكأنها تم إدخالها بطريقة خرقاء، فإن القراء سوف يعشقون كتاب كوزي الذي لا يُنسى ويقدرون عرض ريتشاردسون الرائع لريف كنتاكي الريفي. حياة."  أوصى موقع Toronto Star بكتاب Book Woman باعتباره "قراءة سريعة ومثيرة للاهتمام تحتفل بقوة الكتب والمجتمع." 
جيسون، في توصية "قراءة شهر مايو" الصادرة عن مجلّة Southern Literary Review ، أن القراء سيجدون Book Woman "واحدة من أكثر المساهمات الأصلية وغير العادية الّتي سيواجهونها في مجال الأدب الحالي للكتاب". الجنوب الأمريكي". وهو يشيّد بمدى جمال تصوير العلاقة بين الأب وابنته، فضلاً عن "الشّعر غير المتوقّع" لصوت كوسي ماري وأنماط كلامها، مشيرًا إلى أنّها بالنّسبة لشابة محبة للكتب، فإنّها مع ذلك تتحدّث بلهجة أهل التل. بالإضافة إلى القيمة التّاريخية و"عرض ريتشاردسون المنجز لتحديّات بطل الرّواية ومثابرته ضمن ثقافة معادية للانحراف عن الأعراف"، يجد جيسون قيمة متساوية في "التّذكير بالحاجة الّتي لا تقدّر بثمن، والتّشويق الدّائم، للكتب والقراءة". 
في عام 2019، بعد عدة أشهر من نشر الكتاب، وبعد عامين من بيع امرأة الكتاب لناشر، وفقًا لـ Publishers Weekly، خرجت جوجو مويز بروايتها التّاريخية الخاصّة حول مشروع مكتبة Pack Horse ،The Giver of. النجوم.  لاحظ العديد من قراء النّسخ المسبقة تشابهًا كبيرًا بين القصص، على الرّغم من الاختلافات الواضحة، بما في ذلك أدوات الحبكة التي لا تشكل جزءًا من السّجل التّاريخي لأمناء المكتبات. وتشمل هذه زواجًا بين شخصين لديهما طفل يبلغ من العمر 3 أشهر، وأمين مكتبة أسود، وهجوم على أمين مكتبة من قبل متشرّد، وتفاصيل صغيرة، مثل طلب مجلة معينة بسبب مشاكل التسنين لدى الطفل تسببت هذه الادعاءات في ما كان يسمى أحيانًا "فضيحة أدبية" خلال الأشهر الأخيرة من عام 2019.  أقرّ ريتشاردسون بأنّ التّاريخ لا ينتمي إلى شخص واحد، ويمكن لعدة أشخاص أن يكون لديهم أفكار متشابهة، ولكن "أوجه التشابه المزعجة الموجودة في كتاب مويس كثيرة جدًا ومحددة للغاية ومحيرة تمامًا. لم يتم العثور على أي من أوجه التشابه في رواية مويس "يمكن إرجاعها إلى حقائق التاريخ، ولا يمكن العثور عليها في أي سجلات تاريخية أو أرشيفات أو صور فوتوغرافية لمبادرة مشروع أمين المكتبة الذي قمت بدراسته بدقة. هذه الأجهزة الخيالية/نقاط الحبكة هي تلك التي اخترعتها." 
جلبت ريتشاردسون شكوكها إلى ناشرها، لاند مارك، الّذي يمتلك ناشر مويس Random House، حصة 45٪ فيه.  وقرّرت دار النّشر أنّها لن تتخذ أيّ إجراء بشأن هذا الموضوع.  وقالت مويس، وهي مؤلّفة بريطانيّة تعيش في إنجلترا، إنّ جدول أعمالها مزدحم ولم تعلق، لكنّ المتحدّث الرّسمي باسمها نفى أن تكون لديها أو لدى النّاشر أيّ معرفة مسبقة بوجود الكتاب أو محتوياته. ومع ذلك، فقد تبين لاحقًا أن النّاشر قام بتحميل نسخ القراء المتقدمين لريتشاردسون من الكتاب على إديلويس ومواقع الكتب الإلكترونية الأخرى كمقارنة بكتاب مويس، مما يتعارض مع البيان الأوّل الذي قدمته مويس وناشرها بعدم وجودهما. على علم بكتاب ريتشاردسون. واصلت ريتشاردسون، مؤكّدة أنّها لا تستطيع تحمّل تكاليف تكليف محاميها بمتابعة دعوى قانونية في محاكم حقوق الطبع والنشر باهظة الثمن، في الإجابة على مسألة ما أسمته "أوجه التّشابه المزعجة" مع وسائل الإعلام، والّتي حاولت عدّة مقالات تتبّع الجداول الزّمنية لمسودات الكتابين وتقديمهما ومنشوراتهما - والتي لم تظهر منها صورة واضحة حتى الآن.  